# Liste von Seen in Brandenburg
Diese Liste von Seen in Brandenburg bietet eine allgemeine Übersicht über die im Land Brandenburg existenten Standgewässer. Dazu werden, soweit vorhanden, die Lage der Seen, Zu- und Abfluss und Fläche aufgeführt.

## Liste
| Name                      | Stadt/Gemeinde/Ortsteil                         | Zufluss                                                                                  | Abfluss                                                                      | Fläche (in ha) | Anmerkungen |  |
| ------------------------- | ----------------------------------------------- | ---------------------------------------------------------------------------------------- | ---------------------------------------------------------------------------- | -------------- | --- |  |
| Aalkasten                 | Zeschdorf                                       | Graben vom Hohenjesarschen See                                                           | Oder                                                                         | 45,6           | |  |
| Abendrothsee              | Buckow                                          | Stobber                                                                                  | Stobber                                                                      |                | |  |
| Ahrensdorfer See          | Rietz-Neuendorf (OT Ahrensdorf)                 | Blabbergraben                                                                            | Blabbergraben                                                                | 10,59          | |  |
| Ahrensdorfer Teiche       | Ludwigsfelde (OT Ahrensdorf)                    | isoliert                                                                                 | isoliert                                                                     |                | |  |
| Altdöberner See           | Altdöbern                                       | Schwarze Elster                                                                          | Schwarze Elster                                                              | 880            | Tagebaurestsee im Lausitzer Seenland |  |
| Alter Wochowsee           | Storkow (OT Groß Schauen)                       |                                                                                          | Großer Schauener See                                                         |                | |  |
| Amtssee                   | Chorin                                          | Nettelgraben                                                                             | Nettelgraben                                                                 | 13             | auch Choriner See |  |
| Aradosee                  | Potsdam                                         | Nuthe                                                                                    | Nuthe                                                                        | 20             | künstlicher See mit Verrohrung zur Nuthe |  |
| Autobahnsee               | Reckahn                                         | isoliert                                                                                 | isoliert                                                                     |                | künstlich |  |
| Baalensee                 | Fürstenberg                                     | Havel                                                                                    | Havel                                                                        | 19             | |  |
| Baasee                    | Bad Freienwalde                                 | isoliert                                                                                 | isoliert                                                                     | 2,94           | Toteissee |  |
| Baberowsee                | Grünheide (OT Kagel)                            | Graben oder Fließ vom Elsensee                                                           | Graben oder Fließ zum Bauernsee                                              | 13             | |  |
| Bagower Bruch             | Päwesin (OT Bagow)                              | isoliert                                                                                 | isoliert                                                                     |                | verkürzt auch Das Bruch |  |
| Bahrensdorfer See         | Beeskow                                         |                                                                                          |                                                                              |                | |  |
| Bantikower See            | Kyritz, Wusterhausen                            | Klempnitz                                                                                | Klempnitz                                                                    |                | Nach Aufstauung des Klempowsees mit diesem zusammengewachsen und gemeinsam seitdem auch Untersee genannt, vergleiche Dossespeicher Kyritz; die Klempnitz mündet nach etwa 1 km in die Dosse.                           |  |
| Bauernsee                 | Grünheide (OT Kagel)                            | Baberowsee                                                                               | Liebenberger See                                                             | 41             | |  |
| Bauersee                  | Wandlitz (OT Prenden)                           | Pregnitzfließ                                                                            | Pregnitzfließ                                                                | 18,7           | |  |
| Bauersee                  | Woltersdorf                                     |                                                                                          | Graben zum Flakensee                                                         | 4              | |  |
| Beetzer See               | Kremmen (OT Beetz)                              |                                                                                          | Siebgraben                                                                   |                | |  |
| Beetzsee                  | Brandenburg an der Havel                        | Riewendsee (über Päwesiner Sträng)                                                       | Havel, Silokanal                                                             | 959            | |  |
| Belenzsee                 | Müllrose                                        | namenloser Quellbach                                                                     | Schlaube (über einen kurzen Graben)                                          |                | |  |
| Bergheider See            | Lichterfeld-Schacksdorf                         |                                                                                          |                                                                              | 327            | Tagebaurestsee im Lausitzer Seenland |  |
| Bernsteinsee              | Marienwerder (OT Ruhlsdorf)                     | isoliert                                                                                 | isoliert                                                                     | 27,6           | künstlich |  |
| Bernsteinsee              | Velten                                          | isoliert                                                                                 | isoliert                                                                     |                | künstlich |  |
| Bikowsee                  | Rheinsberg (OT Zechlinerhütte)                  |                                                                                          |                                                                              |                | |  |
| Bischdorfer See           | Lübbenau                                        |                                                                                          |                                                                              | 255            | Tagebaurestsee im Lausitzer Seenland |  |
| Blankensee                | Trebbin                                         | Nieplitz                                                                                 | Nieplitz                                                                     | 280            | |  |
| Böbereckensee             | Rheinsberg                                      |                                                                                          |                                                                              |                | |  |
| Boddensee                 | Birkenwerder                                    |                                                                                          | Briese                                                                       |                | |  |
| Bohnenländer See          | Brandenburg an der Havel                        | Grundwässer                                                                              | zum Eisengraben                                                              | 15             | |  |
| Borker See                | Kyritz                                          |                                                                                          |                                                                              |                | Siehe Dossespeicher Kyritz. |  |
| Börner See                | Hohen Neuendorf (OT Borgsdorf)                  | isoliert                                                                                 | isoliert                                                                     |                | künstlich (ehemalige Tongrube) |  |
| Bornstedter See           | Potsdam (OT Bornstedt)                          | isoliert                                                                                 | isoliert                                                                     |                | |  |
| Bötzsee                   | Strausberg                                      | Fredersdorfer Mühlenfließ                                                                | Fredersdorfer Mühlenfließ                                                    | 86             | |  |
| Breitlingsee              | Brandenburg an der Havel                        | Havel, Buckau, Plane                                                                     | Havel                                                                        | 513            | |  |
| Briesener See             | Neu Zauche                                      | Klein Leiner Fließ                                                                       |                                                                              | 54             | |  |
| Briesesee                 | Birkenwerder                                    | Briese                                                                                   | Briese                                                                       |                | |  |
| Brieskower See            | Brieskow-Finkenheerd                            | Brieskower Kanal                                                                         | Oder                                                                         |                | |  |
| Britzer See               | Britz                                           |                                                                                          |                                                                              | 21             | |  |
| Brodowinsee               | Chorin (OT Brodowin)                            | Rosinsee                                                                                 |                                                                              |                | |  |
| Bruchsee                  | Bad Freienwalde                                 | isoliert                                                                                 | isoliert                                                                     |                | |  |
| Bruchsee                  | Templin                                         | Fährsee                                                                                  | Templiner Stadtsee                                                           |                | |  |
| Buckowsee                 | Buckow                                          | Stobber, Werderfließ                                                                     | Stobber                                                                      | 14             | |  |
| Bugker See                | Storkow (OT Bugk)                               |                                                                                          | Schweriner See                                                               |                | Teil der Groß Schauener Seenkette |  |
| Bukowsee                  | Prenden                                         | isoliert                                                                                 | isoliert                                                                     |                | |  |
| Bürgersee                 | Fürstenberg                                     | isoliert                                                                                 | isoliert                                                                     |                | Toteissee |  |
| Burgsee                   | Falkenhagen                                     |                                                                                          |                                                                              |                | |  |
| Bützsee                   | Fehrbellin                                      | Bützrhin                                                                                 | Rhinkanal                                                                    | 221            | |  |
| Caputher See              | Schwielowsee                                    | isoliert                                                                                 | isoliert                                                                     | 54             | Durch den sinkenden Grundwasserspiegel sind der alte Zufluss vom Lienewitzsee und der Abfluss zur Havel ausgetrocknet.                                                                                                 |  |
| Choriner See              |                                                 |                                                                                          |                                                                              |                | Siehe Amtssee. |  |
| Chossewitzer See          | Friedland (OT Chossewitz)                       |                                                                                          |                                                                              |                | |  |
| Clanssee                  | Lychen (OT Beenz)                               |                                                                                          |                                                                              |                | |  |
| Cottbuser Ostsee          | Cottbus                                         | Glötschergraben, Hammergraben, Haasower Landgraben, Lakoma, Tranitzfließ, Wildwasserbach | Freigraben, Hammergraben, Randgraben und Schwarzer Graben                    | 1.900          | Tagebaurestsee im Lausitzer Seenland, der flächenmäßig größte See Brandenburgs und der größte künstliche See Deutschlands                                                                                              |  |
| Dämeritzsee               | Berlin (OT Rahnsdorf), Erkner                   | Spree, Flakenfließ, Bretterscher Graben, Gosener Graben                                  | Müggelspree, Gosener Kanal                                                   | 103,6          | liegt nur zum Teil in Brandenburg |  |
| Dammsee                   | Nordwestuckermark                               | Graben aus Großem See                                                                    | Landgraben                                                                   | 199            | |  |
| Dehmsee                   | Berkenbrück                                     |                                                                                          | Oder-Spree-Kanal                                                             | 111            | |  |
| Dewinsee                  | Biesenthal                                      | isoliert                                                                                 | isoliert                                                                     | 9,5            | |  |
| Dolgensee                 | Heidesee                                        |                                                                                          | Dahme                                                                        | 38,5           | auch Trüber See |  |
| Dolgensee                 | Märkische Höhe                                  | namenloser Graben                                                                        | Graben zum Kesselsee                                                         | 25             | |  |
| Dossespeicher Kyritz      | Kyritz                                          | Klempnitz                                                                                | Klempnitz                                                                    | 268            | Auch Obersee genannt, vergleiche Bantikower See; zum Teil künstlich, die drei natürlichen Seen Borker See, Salzsee und Stolper See sind darin aufgegangen.                                                             |  |
| Dovinsee                  | Joachimsthal                                    | isoliert                                                                                 | isoliert                                                                     |                | |  |
| Dranser See               | Wittstock (OT Schweinrich)                      | Kleiner Baalsee                                                                          | Obere Müritzseen                                                             | 133            | weitestgehend Grundwasser |  |
| Dreetzer See              | Dreetz                                          | Rhinkanal                                                                                | Rhinkanal                                                                    |                | |  |
| Dreetzsee                 | Löwenberger Land (OT Neulöwenberg)              | Teschendorfer Graben, Grüneberger Graben                                                 | Teschendorfer Graben                                                         | 166            | vereinzelt auch Dretzsee, früher Teschendorfer See |  |
| Drehnaer See              | Luckau (OT Fürstlich Drehna), Calau             |                                                                                          | Schrake                                                                      | 226            | Tagebaurestsee im Lausitzer Seenland |  |
| Drobschsee                | Görsdorf                                        | Blabbergraben, Schwenowseegraben vom Schwenowsee                                         | Blabbergraben                                                                | 13,16          | Unter dem Namen Drobschseerinne im Naturschutzgebiet Schwenower Forst zum Teil als Naturentwicklungsgebiet (früher: Totalreservat) ausgewiesen.                                                                        |  |
| Dunkelsee                 | Kloster Lehnin (OT Prützke)                     |                                                                                          |                                                                              |                | |  |
| Eichler Stich             | Zehdenick                                       | isoliert                                                                                 | isoliert                                                                     |                | Tagebaurestloch |  |
| Eiserbuder See            | Marienwerder (OT Ruhlsdorf)                     | Pregnitz                                                                                 | Finowkanal                                                                   |                | |  |
| Ellbogensee               | Fürstenberg                                     | Havel                                                                                    | Havel                                                                        | 155            | nur kleiner Anteil zu Brandenburg gehörig |  |
| Elsensee                  | Grünheide (OT Kagel)                            | Lichtenower Mühlenfließ                                                                  | Ramsgraben                                                                   | 18             | |  |
| Fahrlander See            | Potsdam (OT Fahrland)                           | Sacrow-Paretzer Kanal                                                                    | Sacrow-Paretzer Kanal                                                        | 210,5          | auch Fahrländer See |  |
| Fährsee                   | Templin                                         |                                                                                          | Templiner Kanal                                                              | 204            | |  |
| Fängersee                 | Strausberg                                      | Kesselsee (Altlandsberg)                                                                 | Bötzsee                                                                      |                | |  |
| Falkenhagener See         | Falkensee                                       | isoliert                                                                                 | isoliert                                                                     | 44             | |  |
| Felixsee                  | Felixsee                                        | isoliert                                                                                 | isoliert                                                                     |                | Tagebaurestsee |  |
| Ferchesarer See           | Ferchesar                                       |                                                                                          | Hohennauener See                                                             |                | |  |
| Flacher Bugsinsee         | Joachimsthal                                    | isoliert                                                                                 | isoliert                                                                     |                | |  |
| Flakensee                 | Erkner, Woltersdorf                             | Löcknitz                                                                                 | Flakenfließ                                                                  | 67             | |  |
| Förstersee                | Heidesee (OT Gräbendorf)                        |                                                                                          | Hölzerner See                                                                |                | Je nach Wasserstand im Förstersee ist der Hölzerne See niveaugleich oder etwas niedriger. |  |
| Frauensee                 | Heidesee (OT Gräbendorf)                        | isoliert                                                                                 | isoliert                                                                     |                | zugeschütteter Abfluss zum Dolgensee |  |
| Gabelsee                  | Falkenhagen                                     |                                                                                          |                                                                              |                | |  |
| Gamensee                  | Falkenberg                                      | isoliert                                                                                 | isoliert                                                                     |                | |  |
| Gamensee                  | Werneuchen (OT Tiefensee)                       | isoliert                                                                                 | isoliert                                                                     | 23,24          | |  |
| Garzsee                   | Buckow                                          | isoliert                                                                                 | isoliert                                                                     |                | |  |
| Geierswalder See          | Kleinkoschen, Elsterheide                       |                                                                                          |                                                                              | 620            | Tagebaurestsee im Lausitzer Seenland, über Sornoer Kanal mit Sedlitzer See verbunden, über Koschener Kanal mit dem Senftenberger See; nur ein kleiner Anteil liegt in Brandenburg.                                     |  |
| Gerlinsee                 | Rheinsberg                                      |                                                                                          |                                                                              |                | |  |
| Geronsee                  | Gransee                                         |                                                                                          | Baumgraben                                                                   |                | im Naturschutzgebiet Gehron-See |  |
| Glambecksee               | Vielitzsee                                      |                                                                                          |                                                                              | 20             | |  |
| Gleuensee                 | Templin                                         | Netzowgraben                                                                             | Bruchsee                                                                     |                | |  |
| Glienicker Lake           | Berlin (OT Wannsee), Potsdam                    | Havel (Jungfernsee), Teltowkanal                                                         | Havel (Tiefer See)                                                           |                | auch Glienicker Laake oder Glienicker Lanke; über kurzes Teilstück des Teltowkanals mit Griebnitzsee verbunden; liegt nur zum Teil in Brandenburg                                                                      |  |
| Glindowsee                | Werder                                          |                                                                                          | Havel                                                                        | 195            | auch Glindower See; Verbindung zur Havel über kurzen, künstlichen Strenggraben |  |
| Glower See                | Friedland (OT Glowe)                            | Spree                                                                                    | Spree                                                                        | 122            | |  |
| Godnasee                  | Kehrigk                                         | isoliert                                                                                 | isoliert                                                                     | 18,6           | |  |
| Gohlitzsee                | Kloster Lehnin                                  |                                                                                          | Emster Kanal                                                                 |                | |  |
| Gördensee                 | Brandenburg an der Havel                        |                                                                                          | Havel                                                                        | 40,7           | |  |
| Gorinsee                  | Wandlitz                                        | isoliert                                                                                 | isoliert                                                                     | 24             | |  |
| Görnersee                 | Görne                                           |                                                                                          |                                                                              |                | |  |
| Görnsee                   | Kloster Lehnin (OT Prützke)                     | isoliert                                                                                 | isoliert                                                                     | 16,2           | |  |
| Görsdorfer See            | Storkow (OT Görsdorf)                           |                                                                                          |                                                                              |                | Siehe Kutzingsee. |  |
| Göttinsee                 | Werder (OT Göttin)                              | Havel, Sacrow-Paretzer Kanal                                                             | Havel                                                                        | 216            | |  |
| Gottower See              | Nuthe-Urstromtal (OT Gottow)                    |                                                                                          |                                                                              | 4,75           | künstlich |  |
| Gräbendorfer See          | Altdöbern, Vetschau                             |                                                                                          | Spree                                                                        | 457            | Tagebaurestsee im Lausitzer Seenland |  |
| Grabowsee                 | Oranienburg                                     | ein Bach von Nordosten                                                                   | Stintgraben                                                                  |                | liegt ohne Verbindung unmittelbar östlich des Oder-Havel-Kanals |  |
| Grabowsee                 | Schorfheide (OT Eichhorst)                      | isoliert                                                                                 | isoliert                                                                     |                | |  |
| Gräninger See             | Nennhausen                                      | isoliert                                                                                 | isoliert                                                                     |                | |  |
| Griebnitzsee              | Berlin (OT Wannsee), Potsdam                    | Teltowkanal, Griebnitzkanal                                                              | Havel (Glienicker Lake)                                                      | 59,2           | Liegt nur zum Teil in Brandenburg. Zwischen Griebnitzsee und Glienicker Lake befindet sich ein kurzes Teilstück des Teltowkanals.                                                                                      |  |
| Grienericksee             | Rheinsberg                                      | Rhin                                                                                     | Rhin                                                                         | 87             | |  |
| Griepensee                | Buckow                                          | Stobber, Schnorke                                                                        | Stobber                                                                      | 6              | Teil des Naturparks Märkische Schweiz |  |
| Grimnitzsee               | Joachimsthal, Schorfheide                       | ein Fließ von Nordwesten                                                                 | „Neuer Graben“ zum Werbellinsee                                              | 780            | |  |
| Gröbener See              | Ludwigsfelde (OT Gröben)                        | Siethener See                                                                            | Kietzer Fließ, Gröbener Fließ                                                | 24             | |  |
| Groß Behnitzer See        | Nauen                                           | Klinkgraben                                                                              | Klinkgraben                                                                  |                | Entwässerung über Klein Behnitzer See, Riewendsee und Beetzsee in die Havel |  |
| Groß Glienicker See       | Berlin (OT Kladow), Potsdam (OT Groß Glienicke) | isoliert                                                                                 | isoliert                                                                     | 66,7           | liegt nur zum Teil in Brandenburg |  |
| Groß Leuthener See        | Groß Leuthen                                    |                                                                                          | Pretschener Spree                                                            | 115            | |  |
| Großdöllner See           | Templin (OT Groß Dölln)                         | Döllnfließ                                                                               | Döllnfließ                                                                   | 123            | auch Großer Döllnsee |  |
| Großer Baalsee            | Wittstock (OT Dranse)                           | Kleiner Baalsee                                                                          | Obere Müritzseen                                                             | 70             | |  |
| Großer Beutelsee          | Templin (OT Röddelin)                           | Gallenbeek                                                                               | Gallenbeek                                                                   |                | |  |
| Großer Buckowsee          | Schorfheide (OT Lichterfelde)                   | isoliert                                                                                 | isoliert                                                                     |                | |  |
| Großer Däbersee           | Buckow                                          |                                                                                          |                                                                              | 18,6           | |  |
| Großer Dölchsee           | Sonnenberg (OT Baumgarten)                      | Dölchfließ                                                                               | Dölchfließ                                                                   | 20             | entwässert über mehrere kleine Seen in das Rhinsystem |  |
| Großer Glasowsee          | Schorfheide (OT Groß Schönebeck)                | isoliert                                                                                 | isoliert                                                                     |                | |  |
| Großer Glubigsee          | Wendisch Rietz                                  |                                                                                          | Glubigfließ                                                                  |                | |  |
| Großer Grumsinsee         | Joachimsthal                                    | Grumsinseegraben                                                                         |                                                                              |                | |  |
| Großer Hopfengartensee    | Chorin                                          | Nettelgraben                                                                             | Ragöser Fließ                                                                |                | |  |
| Großer Karbuschsee        | Groß Köris                                      | isoliert                                                                                 | isoliert                                                                     |                | |  |
| Großer Kastavensee        | Fürstenberg                                     |                                                                                          |                                                                              | 61             | |  |
| Großer Kesselsee          | Rheinsberg (OT Zechlinerhütte)                  |                                                                                          |                                                                              |                | |  |
| Großer Klobichsee         | Buckow                                          |                                                                                          | Mühlenfließ zum Stobber                                                      |                | |  |
| Großer Köllnsee           | Lychen                                          |                                                                                          | Kleiner Köllnsee                                                             |                | |  |
| Großer Kossenblatter See  | Kossenblatt                                     |                                                                                          | Kleiner Kossenblatter See                                                    |                | |  |
| Großer Kramsee            | Templin (OT Röddelin)                           |                                                                                          | Kramsbek                                                                     |                | |  |
| Großer Krummer Pfuhl      | Buckow                                          | isoliert                                                                                 | isoliert                                                                     |                | |  |
| Großer Kuhwallsee         | Templin (OT Hammelspring)                       | Großer Lankensee                                                                         | Templiner Wasser                                                             |                | |  |
| Großer Lankensee          | Templin (OT Hammelspring)                       | Röddelinsee                                                                              | Großer Kuhwallsee                                                            |                | |  |
| Großer Lankesee           | Löwenberger Land                                | isoliert                                                                                 | isoliert                                                                     | 36             | |  |
| Großer Lienewitzsee       | Michendorf                                      |                                                                                          |                                                                              | 13,78          | Durch den sinkenden Grundwasserspiegel ist der Abfluss zum Caputher See ausgetrocknet. |  |
| Großer Linowsee           | Rheinsberg                                      |                                                                                          |                                                                              |                | |  |
| Großer Lottschesee        | Wandlitz (OT Klosterfelde)                      |                                                                                          |                                                                              |                | Siehe Lottschesee. |  |
| Großer Lotzinsee          | Schorfheide (OT Groß Schönebeck)                |                                                                                          | Trämmerfließ                                                                 |                | |  |
| Großer Lubowsee           | Mühlenbecker Land (OT Zühlsdorf)                |                                                                                          |                                                                              |                | Siehe Lubowsee. |  |
| Großer Lychensee          | Lychen                                          | Woblitz                                                                                  | Woblitz                                                                      | 293,9          | |  |
| Großer Mahlgastsee        | Templin (OT Röddelin)                           |                                                                                          |                                                                              |                | |  |
| Großer Moddersee          | Groß Köris                                      | Schulzensee                                                                              | Kleiner Moddersee                                                            |                | Kleiner und Großer Moddersee nicht abgrenzbar |  |
| Großer Möggelinsee        | Zossen                                          |                                                                                          | Dahme                                                                        | 36,3           | |  |
| Großer Müllroser See      | Müllrose                                        | Schlaube                                                                                 | Schlaube                                                                     | 132            | |  |
| Großer Peetzigsee         | Angermünde (OT Greiffenberg)                    | isoliert                                                                                 | isoliert                                                                     |                | |  |
| Großer Pinnowsee          | Schorfheide (OT Groß Schönebeck)                | isoliert                                                                                 | isoliert                                                                     |                | |  |
| Großer Plagesee           | Chorin (OT Brodowin)                            | isoliert                                                                                 | isoliert                                                                     | 69             | |  |
| Großer Plessower See      | Werder (OT Plessow)                             | Grenzgraben                                                                              | Torfgraben                                                                   | 322            | |  |
| Großer Plötzsee           | Angermünde                                      | isoliert                                                                                 | isoliert                                                                     |                | |  |
| Großer Plötzsee           | Löwenberger Land                                |                                                                                          |                                                                              |                | |  |
| Großer Pohlitzer See      | Eisenhüttenstadt                                | Pohlitzer Mühlenfließ                                                                    | Oder-Spree-Kanal                                                             |                | |  |
| Großer Prebelowsee        | Rheinsberg                                      |                                                                                          | Hüttenkanal                                                                  | 28             | |  |
| Großer Roßkardtsee        | Groß Köris                                      | isoliert                                                                                 | isoliert                                                                     | 19             | |  |
| Großer Samithsee          | Finowfurt                                       |                                                                                          | Alte Finow                                                                   | 42             | |  |
| Großer Schauener See      | Storkow (OT Groß Schauen)                       |                                                                                          | Storkower Kanal                                                              |                | nicht abgrenzbar vom Großen Wochowsee und Großen Selchower See, Teil der Groß Schauener Seenkette |  |
| Großer Schulzensee        | Prenzlau (OT Alexanderhof)                      |                                                                                          |                                                                              |                | |  |
| Großer Schwaberowsee      | Fürstenberg                                     | Krummer Graben                                                                           | Schwaberowfließ                                                              | 31,2           | |  |
| Großer Seddiner See       | Seddiner See                                    | isoliert                                                                                 | isoliert                                                                     | 217,6          | eutropher, polymiktischer Rinnenbeckensee; schmale Verbindung zum Kleinen Seddiner See, südöstlich ohne Verbindung in unmittelbarer Nähe Kähnsdorfer See                                                               |  |
| Großer Selchower See      | Storkow (OT Selchow)                            |                                                                                          | Storkower Kanal                                                              |                | nicht abgrenzbar vom Großen Schauener See und Großen Wochowsee, Teil der Groß Schauener Seenkette |  |
| Großer Stadtsee           | Britz                                           |                                                                                          |                                                                              |                | |  |
| Großer Stechlinsee        | Stechlin                                        |                                                                                          |                                                                              | 412            | tiefster See Brandenburgs; Verbindung über den Polzowkanal zum Nehmitzsee |  |
| Großer Storkower See      | Storkow                                         | Kanal                                                                                    | Storkower Kanal                                                              | 370            | |  |
| Großer Strubensee         | Vielitzsee                                      |                                                                                          |                                                                              | 6              | |  |
| Großer Tornowsee          | Oberbarnim                                      |                                                                                          | Stobber                                                                      | 10             | |  |
| Großer Treppelsee         | Schlaubetal (OT Bremsdorf)                      | Schlaube, Planfließ                                                                      | Schlaube                                                                     | 71             | |  |
| Großer Vätersee           | Templin (OT Groß Dölln)                         | isoliert                                                                                 | isoliert                                                                     | 11,9           | |  |
| Großer Wehrigsee          | Märkisch Buchholz                               | Quellen                                                                                  | Dahme über Köthener See und Dahme-Umflutkanal                                |                | in der Seenplatte „Heideseen“ |  |
| Großer Wendsee            | Brandenburg an der Havel                        |                                                                                          |                                                                              |                | Siehe Wendsee. |  |
| Großer Wentowsee          | Gransee, Fürstenberg                            | Kleiner Wentowsee                                                                        | Tornowfließ, Wentowkanal                                                     | 279            | |  |
| Großer Wochowsee          | Storkow (OT Wochowsee)                          |                                                                                          | Storkower Kanal                                                              |                | nicht abgrenzbar vom Großen Schauener See und Großen Selchower See, Teil der Groß Schauener Seenkette |  |
| Großer Wukensee           | Biesenthal                                      | isoliert                                                                                 | isoliert                                                                     |                | |  |
| Großer Wummsee            | Rheinsberg (OT Luhme)                           |                                                                                          | Verbindung zum Kleinen Wummsee                                               | 152            | |  |
| Großer Wünsdorfer See     | Zossen                                          | Graben vom Wolziger See                                                                  | Wünsdorfer Kanal → Mellensee → Nottekanal → Dahme                            | 180            | |  |
| Großer Wusterwitzer See   | Brandenburg an der Havel, Wusterwitz            |                                                                                          | Havel                                                                        | 172            | auch Wusterwitzer See |  |
| Großer Zechliner See      | Rheinsberg (OT Flecken Zechlin)                 |                                                                                          |                                                                              | 180            | durch Kanäle mit dem Schwarzen See und dem Zootzensee verbunden |  |
| Großer Zernsee            | Werder                                          | Havel                                                                                    | Havel                                                                        | 268            | |  |
| Großer Zeschsee           | Zossen                                          |                                                                                          | Dahme                                                                        | 41             | |  |
| Großer Zug                | Berlin (OT Schmöckwitz)), Königs Wusterhausen   |                                                                                          | Dahme, Oder-Spree-Kanal                                                      |                | liegt nur zum Teil in Brandenburg |  |
| Grössinsee                | Trebbin                                         | Nieplitz                                                                                 | Nieplitz                                                                     | 94             | |  |
| Großräschener See         | Großräschen, Sedlitz                            |                                                                                          | Schwarze Elster                                                              | 300            | Tagebaurestsee im Lausitzer Seenland; bis 2011 Ilsesee |  |
| Großsee                   | Tauer (OT Schönhöhe))                           |                                                                                          |                                                                              | 30             | Wenige Kilometer ostnordöstlich liegt der Kleinsee auf Gebiet der Gemeinde Jänschwalde. |  |
| Grubensee                 | Storkow (OT Limsdorf)                           |                                                                                          | Melangsee                                                                    | 58             | |  |
| Grünewalder Lauch         | Grünewalde                                      | isoliert                                                                                 | isoliert                                                                     | 100            | Tagebaurestsee im Lausitzer Seenland |  |
| Gudelacksee               | Lindow                                          | Lindower Stadtfließ, Vielitzkanal                                                        | Lindower Rhin                                                                | 438            | |  |
| Güldensee                 | Groß Köris                                      | isoliert                                                                                 | isoliert                                                                     | 24             | |  |
| Gülper See                | Havelaue                                        | Rhin                                                                                     | Rhin                                                                         | 660            | |  |
| Güterfelder Haussee       | Stahnsdorf (OT Güterfelde)                      | isoliert                                                                                 | isoliert                                                                     |                | auch Güterfelder See |  |
| Gutssee                   | Streganz                                        | Fließ vom Linowsee                                                                       | Graben zum Schweriner See                                                    | 12             | |  |
| Hammersee                 | Grunow-Dammendorf                               | Schlaube                                                                                 | Schlaube                                                                     | 15             | |  |
| Haussee                   | Barsdorf                                        | Göllmitz                                                                                 | Göllmitz                                                                     |                | |  |
| Haussee                   | Fürstenberg                                     | Schleusengraben/Mühlgraben                                                               | zum Stolpsee                                                                 |                | |  |
| Haussee                   | Hönow                                           | Wuhle & Retsee                                                                           | Wuhle & Retsee                                                               |                | |  |
| Haussee                   | Werneuchen (OT Seefeld)                         |                                                                                          |                                                                              | 44             | |  |
| Heegesee                  | Am Mellensee (OT Sperenberg)                    |                                                                                          |                                                                              |                | |  |
| Heidereutersee            | Erkner                                          | isoliert                                                                                 | isoliert                                                                     |                | |  |
| Heidesee                  | Halbe                                           | isoliert                                                                                 | isoliert                                                                     |                | |  |
| Heilige Drei Pfühle       | Wandlitz                                        | isoliert                                                                                 | isoliert                                                                     | 8              | |  |
| Heiliger See              | Angermünde                                      | Heiliger Seegraben                                                                       | Heiliger Seegraben                                                           | 8              | |  |
| Heiliger See              | Brandenburg an der Havel                        | Havel                                                                                    | Havel                                                                        | 55             | |  |
| Heiliger See              | Potsdam                                         |                                                                                          | Havel (über Hasengraben)                                                     | 34,6           | |  |
| Heinersdorfer See         | Steinhöfel                                      | isoliert                                                                                 | isoliert                                                                     | 78             | |  |
| Helenesee                 | Frankfurt (Oder), Brieskow-Finkenheerd          | isoliert                                                                                 | isoliert                                                                     | 250            | Tagebaurestsee; zweittiefster See Brandenburgs |  |
| Hellsee                   | Wandlitz                                        | aus dem Obersee                                                                          | Hellmühler Fließ                                                             | 42,9           | |  |
| Herrensee                 | Strausberg                                      | Rüdersdorfer Mühlenfließ (Annaflie)ß                                                     | Rüdersdorfer Mühlenfließ                                                     |                | |  |
| Herzberger See            | Rietz-Neuendorf                                 | Blabbergraben                                                                            | Blabbergraben                                                                | 13             | |  |
| Hintersee                 | Dobbrikow                                       |                                                                                          | Vordersee (Dobbrikow)                                                        | 10             | |  |
| Hohenjesarscher See       | Zeschdorf                                       | isoliert                                                                                 | isoliert                                                                     |                | |  |
| Hohennauener See          | Rathenow                                        | Ferchesarer See, Rhin                                                                    | Hohennauener Kanal                                                           |                | |  |
| Hohler See                | Rüdersdorf                                      | Langerhanskanal                                                                          | Stolpkanal                                                                   |                | |  |
| Holbecker See             | Nuthe-Urstromtal (OT Holbeck)                   | isoliert                                                                                 | isoliert                                                                     | 8,5            | |  |
| Hölzerner See             | Groß Köris                                      | Klein Köriser See                                                                        | Schmöldesee                                                                  | 114            | |  |
| Huschtesee                | Heidesee (OT Prieros)                           | Schmöldesee                                                                              | Dahme                                                                        |                | |  |
| Huwenowsee                | Sonnenberg (OT Baumgarten)                      | Dölchfließ vom Kirchsee                                                                  | Niederfließ                                                                  | 37             | entwässert über den Wutzsee in den Rhin |  |
| Igelsee                   | Wandlitz                                        | isoliert                                                                                 | isoliert                                                                     | 0,5            | |  |
| Ihlandsee                 | Strausberg                                      | isoliert                                                                                 | isoliert                                                                     | 15,1           | |  |
| Ilsesee                   | Großräschen, Sedlitz                            |                                                                                          |                                                                              |                | Siehe Großräschener See. |  |
| Jungfernsee               | Berlin (OT Wannsee), Potsdam                    | Havel                                                                                    | Havel, Sacrow-Paretzer Kanal                                                 | 127,7          | Der nördliche Ausläufer geht dort, wo auch der Sacrow-Paretzer Kanal beginnt, an einer Biegung fließend in den Lehnitzsee über. Liegt nur zum Teil in Brandenburg.                                                     |  |
| Kähnsdorfer See           | Seddiner See (OT Kähnsdorf)                     |                                                                                          |                                                                              | 26             | südöstlich in unmittelbarer Nähe des Großen Seddiner Sees, getrennt durch schmale Landbrücke |  |
| Kalksee                   | Neuruppin (OT Gühlen-Glienicke)                 |                                                                                          | Binenbach                                                                    | 55             | |  |
| Kalksee                   | Rüdersdorf, Woltersdorf                         | Kalkgraben, Stolpkanal                                                                   | Flakenfließ                                                                  | 84             | |  |
| Kampersee                 | Rheinsberg (OT Zechlinerhütte)                  |                                                                                          |                                                                              | 15             | |  |
| Kapellensee               | Rheinsberg (OT Luhme)                           |                                                                                          |                                                                              |                | |  |
| Karinchensee              | Michendorf                                      |                                                                                          |                                                                              |                | |  |
| Karutzsee                 | Erkner                                          |                                                                                          | Spree                                                                        |                | |  |
| Katerbower See            | Temnitzquell (OT Katerbow)                      | Klappgraben                                                                              | Klappgraben                                                                  |                | |  |
| Katharinensee             | Müllrose                                        |                                                                                          | Katharinengraben zum Oder-Spree-Kanal                                        | 13             | östlich neben dem Großen Müllroser See |  |
| Katzwinkel                | Michendorf (OT Stücken)                         | Mühlenfließ                                                                              | Mühlenfließ                                                                  | 9              | künstlicher, Ende der 1980er Jahre durch Austorfung entstandener dystroph/eutropher Moorsee im Naturpark Nuthe-Nieplitz                                                                                                |  |
| Kersdorfer See            | Briesen (OT Kersdorfer Schleuse)                | Mühlenfließ                                                                              | Oder-Spree-Kanal                                                             |                | |  |
| Kesselsee                 | Altfriedland                                    | Barschegraben                                                                            | Barschegraben                                                                | 3,5            | |  |
| Kesselsee                 | Altlandsberg (OT Gielsdorf)                     |                                                                                          | Fängersee                                                                    |                | |  |
| Kiessee                   | Brieselang                                      | isoliert                                                                                 | isoliert                                                                     |                | |  |
| Kiessee                   | Grünheide (OT Kagel                             |                                                                                          | Neue Löcknitz                                                                |                | |  |
| Kiessee                   | Mühlenbecker Land (OT Schildow)                 |                                                                                          |                                                                              |                | künstlich, das Tegeler Fließ fließt um den ehemaligen Tagebau herum |  |
| Kiessee                   | Teichland (OT Maust)                            | isoliert                                                                                 | isoliert                                                                     | 21             | |  |
| Kietzer See               | Altfriedland                                    | Stobber                                                                                  | Stobber                                                                      | 206            | In den 1960er Jahren umgebaut zu fischereiwirtschaftlich genutzten Teichen, als Sekundärbiotop Zentrum des Europäischen Vogelschutzgebiets Altfriedländer Teich- und Seengebiet.                                       |  |
| Kirchsee                  | Sonnenberg (OT Baumgarten)                      | Dölchfließ, Fließ vom Salchowsee                                                         | Dölchfließ                                                                   | 19             | entwässert über mehrere kleine Seen in das Rhinsystem |  |
| Klein Behnitzer See       | Nauen                                           | Klinkgraben                                                                              | Klinkgraben                                                                  |                | Klinkgraben vom Groß Behnitzer See kommend, Entwässerung über Riewendsee und Beetzsee in die Havel |  |
| Klein Köriser See         | Klein Köris                                     | Kleiner Moddersee                                                                        | Hölzerner See                                                                | 158            | |  |
| Kleindöllner See          | Templin (OT Groß Dölln)                         | Döllnfließ                                                                               | Döllnfließ                                                                   | 27,8           | auch Kleiner Döllnsee |  |
| Kleiner Baalsee           | Wittstock (OT Dranse)                           | Obere Müritzseen                                                                         | Großer Baalsee                                                               |                | |  |
| Kleiner Bestener See      | Bestensee                                       | isoliert                                                                                 | isoliert                                                                     |                | |  |
| Kleiner Däbersee          | Buckow                                          |                                                                                          |                                                                              |                | |  |
| Kleiner Dölchsee          | Sonnenberg (OT Baumgarten)                      | Dölchfließ                                                                               | Dölchfließ                                                                   | 6              | entwässert über mehrere kleine Seen in das Rhinsystem |  |
| Kleiner Glasowsee         | Schorfheide (OT Groß Schönebeck)                | isoliert                                                                                 | isoliert                                                                     |                | |  |
| Kleiner Grumsinsee        | Angermünde (OT Grumsin)                         |                                                                                          | Grumsinseegraben                                                             |                | |  |
| Kleiner Karbuschsee       | Groß Köris                                      | isoliert                                                                                 | isoliert                                                                     |                | |  |
| Kleiner Kliestower See    | Kliestow                                        | isoliert                                                                                 | isoliert                                                                     |                | Tagebaurestsee |  |
| Kleiner Klobichsee        | Buckow                                          |                                                                                          | Großer Klobichsee                                                            |                | |  |
| Kleiner Köllnsee          | Lychen                                          | Großer Köllnsee                                                                          | Kleiner Brückenthinsee                                                       |                | |  |
| Kleiner Kossenblatter See | Kossenblatt                                     |                                                                                          | Spree                                                                        |                | |  |
| Kleiner Lankesee          | Löwenberger Land                                | isoliert                                                                                 | isoliert                                                                     |                | |  |
| Kleiner Lienewitzsee      | Michendorf                                      |                                                                                          |                                                                              | 4,7            | Durch den sinkenden Grundwasserspiegel ist der alte Abfluss zum Caputher See ausgetrocknet. |  |
| Kleiner Linowsee          | Rheinsberg                                      |                                                                                          |                                                                              |                | |  |
| Kleiner Lottschesee       | Wandlitz (OT Klosterfelde)                      |                                                                                          |                                                                              |                | Siehe Lottschesee. |  |
| Kleiner Lychensee         | Fürstenberg                                     |                                                                                          |                                                                              |                | |  |
| Kleiner Moddersee         | Groß Köris                                      | Großer Moddersee                                                                         | Klein Köriser See                                                            |                | Kleiner und Großer Moddersee nicht abgrenzbar |  |
| Kleiner Möggelinsee       | Zossen                                          |                                                                                          | Dahme                                                                        | 11,3           | |  |
| Kleiner Müllroser See     | Müllrose                                        | Schlaube                                                                                 | Oder-Spree-Kanal                                                             | 13             | |  |
| Kleiner Pinnowsee         | Schorfheide (OT Groß Schönebeck)                | isoliert                                                                                 | isoliert                                                                     |                | |  |
| Kleiner Plagesee          | Chorin (OT Brodowin)                            | isoliert                                                                                 | isoliert                                                                     |                | |  |
| Kleiner Plessower See     | Werder (OT Plessow)                             | isoliert                                                                                 | isoliert                                                                     | 32             | |  |
| Kleiner Plötzsee          | Löwenberger Land                                |                                                                                          | Plötzgraben                                                                  |                | |  |
| Kleiner Roßkardtsee       | Groß Köris                                      |                                                                                          |                                                                              | 1,5            | |  |
| Kleiner Schulzensee       | Prenzlau                                        |                                                                                          |                                                                              |                | |  |
| Kleiner Seddiner See      | Seddiner See                                    |                                                                                          |                                                                              | 4,4            | schmale Verbindung zum Großen Seddiner See; künstlich abgetrennt, historisch westlichste Bucht |  |
| Kleiner Stadtsee          | Britz                                           |                                                                                          |                                                                              |                | |  |
| Kleiner Stienitzsee       | Rüdersdorf                                      |                                                                                          | Mühlengraben                                                                 | 10,4           | Mühlengraben fließt über Stranggraben in den Stienitzsee. Mühlengraben wird von der Mühle zurzeit nicht genutzt. |  |
| Kleiner Tornowsee         | Oberbarnim                                      |                                                                                          | Stobber                                                                      | 4              | |  |
| Kleiner Treppelsee        | Grunow-Dammendorf                               |                                                                                          | Schlaube                                                                     | 6,27           | |  |
| Kleiner Vätersee          | Templin (OT Groß Dölln)                         | isoliert                                                                                 | isoliert                                                                     | 11,47          | |  |
| Kleiner Wendsee           | Brandenburg an der Havel                        |                                                                                          |                                                                              |                | Siehe Wendsee. |  |
| Kleiner Wentowsee         | Gransee (OT Dannenwalde und Seilershof)         | Polzowkanal                                                                              | Großer Wentowsee                                                             | 50             | |  |
| Kleiner Wukensee          | Biesenthal                                      | isoliert                                                                                 | isoliert                                                                     | 6,4            | |  |
| Kleiner Wummsee           | Rheinsberg (OT Luhme)                           |                                                                                          | Verbindung zum Großen Wummsee                                                |                | |  |
| Kleiner Wünsdorfer See    | Zossen                                          | isoliert                                                                                 | isoliert                                                                     | 29             | |  |
| Kleiner Zechliner See     | Rheinsberg (OT Flecken Zechlin)                 |                                                                                          |                                                                              |                | Siehe Schwarzer See (Rheinsberg) |  |
| Kleiner Zernsee           | Werder                                          | Havel                                                                                    | Havel                                                                        |                | |  |
| Kleiner Zeschsee          | Zossen                                          |                                                                                          |                                                                              | 25             | |  |
| Kleinsee                  | Jänschwalde (OT Kleinsee)                       |                                                                                          |                                                                              | 14             | Wenige Kilometer westsüdwestlich liegt der Großsee auf Gebiet der Gemeinde Tauer. |  |
| Klempowsee                | Wusterhausen/Dosse                              | Klempnitz                                                                                | Klempnitz                                                                    |                | Nach Aufstauung des Klempowsees ist dieser mit dem Bantikower See (vorher flussaufwärts) zusammengewachsen und gemeinsam werden beide seitdem auch Untersee genannt; die Klempnitz mündet nach etwa 1 km in die Dosse. |  |
| Kleßener See              | Kleßen-Görne (OT Kleßen)                        |                                                                                          |                                                                              |                | |  |
| Kliestower See            | Trebbin                                         | isoliert                                                                                 | isoliert                                                                     | 12,35          | |  |
| Klinger See               | Wiesengrund                                     | isoliert                                                                                 | isoliert                                                                     | 400            | Tagebaurestsee im Lausitzer Seenland, voraussichtlich 2030 Endwasserstand erreicht |  |
| Klostersee                | Altfriedland                                    | Barschegraben                                                                            | Barschegraben                                                                | 55             | |  |
| Klostersee                | Kloster Lehnin                                  | Emster, Sietgraben                                                                       | Emster, Emster Kanal                                                         | 38             | |  |
| Kolpinsee                 | Kloster Lehnin                                  |                                                                                          | Luchgraben                                                                   |                | |  |
| Kölpinsee                 | Milmersdorf                                     |                                                                                          | Milmersdorfer Beek                                                           | 163            | |  |
| Königsberger See          | Heiligengrabe (OT Königsberg)                   |                                                                                          | Steuckengraben                                                               |                | |  |
| Köthener See              | Märkisch Buchholz                               | Dahme-Umflutkanal, Randkanal der Wasserburger Spree                                      | Dahme-Umflutkanal                                                            | 148            | |  |
| Krampnitzsee              | Potsdam (OT Krampnitz)                          |                                                                                          |                                                                              |                | fließender Übergang zum Lehnitzsee |  |
| Kranepfuhl                | Havelsee                                        | Grundwässer                                                                              | zum Eisengraben                                                              | 9              | |  |
| Krebssee                  | Königs Wusterhausen                             | isoliert                                                                                 | isoliert                                                                     |                | |  |
| Kremmener See             | Kremmen                                         | Kremmener Rhin                                                                           | Ruppiner Kanal                                                               |                | |  |
| Krempsee                  | Templin (OT Storkow)                            | Vietmannsdorfer Graben                                                                   | Schulzenfließ                                                                |                | |  |
| Krienkowsee               | Boitzenburger Land                              |                                                                                          | Kanal zum Schumellensee                                                      |                | |  |
| Kriensee                  | Rüdersdorf                                      |                                                                                          | Langerhanskanal                                                              |                | |  |
| Krimnicksee               | Senzig                                          | Dahme                                                                                    | Dahme                                                                        |                | |  |
| Krossinsee                | Königs Wusterhausen                             |                                                                                          | Dahme, Oder-Spree-Kanal                                                      |                | |  |
| Krugsee                   | Liepe                                           | isoliert                                                                                 | isoliert                                                                     |                | |  |
| Krummer Köllnsee          | Joachimsthal                                    | isoliert                                                                                 | isoliert                                                                     |                | |  |
| Krummer Pfuhl             | Biesenthal                                      | isoliert                                                                                 | isoliert                                                                     | 1,55           | |  |
| Krummer See               | Am Mellensee (OT Sperenberg)                    | Schneidegraben                                                                           | Schneidegraben                                                               | 20             | |  |
| Krummer See               | Mittenwalde (OT Schenkendorf)                   | Pritzelgraben                                                                            | Pritzelgraben                                                                |                | |  |
| Krummersee                | Fredersdorf-Vogelsdorf                          |                                                                                          | Fredersdorfer Mühlenfließ                                                    |                | |  |
| Krüpelsee                 | Königs Wusterhausen                             | Dahme                                                                                    | Dahme                                                                        |                | |  |
| Küchensee                 | Lietzen                                         | Fließ                                                                                    | Fließ                                                                        |                | |  |
| Küchensee                 | Storkow                                         | isoliert                                                                                 | isoliert                                                                     |                | |  |
| Kuhpanzsee                | Liebenwalde (OT Hammer)                         | Aalkastenfließ                                                                           | Wutzsee                                                                      |                | |  |
| Kutzingsee                | Storkow (OT Görsdorf)                           |                                                                                          | Wolziger See (über Grabensystem)                                             | 32,3           | auch Görsdorfer See |  |
| Labüskesee                | Milmersdorf                                     | Temnitzsee                                                                               | Labüskekanal                                                                 | 37,8           | |  |
| Langer Haussee            | Leuenberg                                       | isoliert                                                                                 | isoliert                                                                     | 14,55          | |  |
| Langer Köllnsee           | Joachimsthal                                    | isoliert                                                                                 | isoliert                                                                     |                | |  |
| Langer See                | Damendorf                                       | Schlaube                                                                                 | Schlaube                                                                     |                | |  |
| Langer See                | Garzin                                          | Lichtenower Mühlenfließ                                                                  | Lichtenower Mühlenfließ                                                      | 34             | |  |
| Lebbiner See              | Storkow                                         | Hirschluchgraben                                                                         | Rieploser Fließ                                                              | 28             | |  |
| Lebersee                  | Teupitz (OT Egsdorf)                            | Galluner Kanal                                                                           | Dahme                                                                        | 10             | |  |
| Lehnitzsee                | Oranienburg                                     | Oder-Havel-Kanal, Stintgraben                                                            | Oder-Havel-Kanal                                                             | 84             | |  |
| Lehnitzsee                | Potsdam                                         | Havel (Jungfernsee)                                                                      | Havel (Jungfernsee)                                                          |                | fließender Übergang zum Krampnitz- und Jungfernsee |  |
| Lehnssee                  | Biesenthal                                      |                                                                                          | Richtung Finow                                                               | 8,9            | |  |
| Leipsee                   | Beeskow                                         | isoliert                                                                                 | isoliert                                                                     |                | |  |
| Leißnitzsee               | Friedland (OT Leißnitz)                         | Spree                                                                                    | Spree                                                                        |                | |  |
| Lettinsee                 | Altfriedland                                    | Barschegraben                                                                            | Barschegraben                                                                | 16             | |  |
| Lichtenauer See           | Lübbenau (OT Lichtenau)                         |                                                                                          | Spree                                                                        | 326            | Tagebaurestsee im Lausitzer Seenland |  |
| Liebenberger See          | Grünheide (OT Kagel)                            | Bauernsee                                                                                | Löcknitz                                                                     | 51             | |  |
| Liepnitzsee               | Wandlitz                                        |                                                                                          | Hellmühler Fließ                                                             | 115,72         | |  |
| Lindenberger See          | Tauche                                          | Blabbergraben und namenloser, rund 2,5 km langer Graben aus Lindenberg                   | Blabbergraben                                                                | 6              | |  |
| Lindesee                  | Löwenberger Land (OT Linde)                     |                                                                                          |                                                                              |                | |  |
| Lindsee                   | Löwenberger Land (OT Liebenberg)                |                                                                                          |                                                                              |                | |  |
| Lochowsee                 | Stechow-Ferchesar                               | isoliert                                                                                 | isoliert                                                                     |                | |  |
| Lottschesee               | Wandlitz (OT Klosterfelde)                      |                                                                                          | Der vorderste Graben                                                         | 42             | Großer und Kleiner Lottschesee nicht trennbar |  |
| Lübbesee                  | Milmersdorf, Templin                            |                                                                                          |                                                                              | 297            | |  |
| Lubowsee                  | Mühlenbecker Land (OT Zühlsdorf)                | Briese                                                                                   | Briese                                                                       | 14,23          | auch Großer Lubowsee |  |
| Luchsee                   | Halbe                                           | isoliert                                                                                 | isoliert                                                                     | 7,2            | Kolk |  |
| Machnower See             | Kleinmachnow                                    | Teltowkanal                                                                              | Teltowkanal                                                                  |                | |  |
| Machnower See             | Rangsdorf                                       |                                                                                          |                                                                              | 6              | im NSG Machnower See |  |
| Mäckersee                 | Eberswalde                                      |                                                                                          | Finowkanal                                                                   |                | |  |
| Maxsee                    | Hoppegarten                                     |                                                                                          | Mühlenfließ                                                                  | 68             | Das Mühlenfließ vereinigt sich nach kurzem Lauf mit dem Stobberbach zur Löcknitz. |  |
| Mechesee                  | Bernau (OT Lobetal)                             | isoliert                                                                                 | isoliert                                                                     |                | |  |
| Melangsee                 | Limsdorf                                        |                                                                                          | Springsee                                                                    |                | |  |
| Mellensee                 | Boitzenburger Land                              | Isernpurt vom Carwitzer See                                                              | zum Krewitzsee                                                               | 73             | |  |
| Mellensee                 | Lychen                                          |                                                                                          |                                                                              | 15             | |  |
| Mellensee                 | Am Mellensee                                    | Wünsdorfer Kanal vom Großen Wünsdorfer See                                               | Nottekanal                                                                   | 217            | |  |
| Milasee                   | Storkow (OT Kehrigk)                            | isoliert                                                                                 | isoliert                                                                     |                | |  |
| Mittelprendensee          | Wandlitz (OT Prenden)                           |                                                                                          | Pregnitz                                                                     | 31             | |  |
| Mittelsee                 | Höhenland (OT Leuenberg)                        | isoliert                                                                                 | isoliert                                                                     | 7              | |  |
| Mittelsee                 | Kloster Lehnin                                  |                                                                                          |                                                                              |                | |  |
| Mittelsee                 | Märkisch Buchholz                               | Quellen                                                                                  | Dahme über Köthener See und Dahme-Umflutkanal                                |                | in der Seenplatte „Heideseen“ |  |
| Moddersee                 | Fürstenberg (OT Himmelpfort)                    |                                                                                          | Woblitz                                                                      |                | |  |
| Moddersee                 | Löwenberger Land (OT Liebenberg)                |                                                                                          | Fließ zum Großen Lankesee                                                    | 2,33           | im NSG Moddersee |  |
| Moderfitzsee              | Fürstenberg (OT Himmelpfort)                    |                                                                                          | Haussee                                                                      | 56             | |  |
| Molchowsee                | Neuruppin                                       | Rhin                                                                                     | Rhin                                                                         | 52             | |  |
| Molkenkammersee           | Fürstenberg                                     | isoliert                                                                                 | isoliert                                                                     |                | |  |
| Möllensee                 | Grünheide (OT Kagel                             |                                                                                          | Neue Löcknitz                                                                | 62             | |  |
| Möllensee                 | Neuruppin                                       | Lindower Rhin                                                                            | Lindower Rhin                                                                |                | |  |
| Moncapricesee             | Löwenberger Land (OT Löwenberg)                 | Moncapricegraben                                                                         | Moncapricegraben                                                             | 2,38           | im NSG Moncapricesee |  |
| Mönnigsee                 | Am Mellensee                                    | namenloser Quellbach                                                                     | Fließ zum Neuendorfer See                                                    | 1              | auch Mönningsee |  |
| Moorsee                   | Kloster Lehnin (OT Netzen)                      |                                                                                          |                                                                              |                | |  |
| Möserscher See            | Brandenburg an der Havel                        | Havel                                                                                    | Havel                                                                        | 353            | |  |
| Motzener See              | Mittenwalde (OT Motzen), Zossen (OT Kallinchen) |                                                                                          | Galluner Kanal                                                               | 202            | |  |
| Mouschenzsee              | Müllrose                                        |                                                                                          | in Richtung Großer Müllroser See                                             | 2,28           | im Naturpark Schlaubetal |  |
| Mudrowsee                 | Angermünde                                      |                                                                                          |                                                                              |                | |  |
| Mühlenbecker See          | Mühlenbecker Land                               | zwei namenlose Quellbäche                                                                | Tegeler Fließ                                                                |                | |  |
| Mühlensee                 | Falkenhagen                                     |                                                                                          |                                                                              |                | |  |
| Mühlenteich               | Kloster Lehnin                                  |                                                                                          |                                                                              |                | |  |
| Mündesee                  | Angermünde                                      |                                                                                          | Dievenitz oder Welse                                                         | 122            | |  |
| Nauener See               | Nauen                                           | isoliert                                                                                 | isoliert                                                                     |                | |  |
| Nehmitzsee                | Stechlin (OT Menz)                              |                                                                                          |                                                                              | 171            | Verbindung über Polzowkanal zum Großen Stechlinsee |  |
| Nesselpfuhl               | Lychen                                          |                                                                                          |                                                                              | 21,4           | |  |
| Netzener See              | Kloster Lehnin                                  | Emster Kanal                                                                             | Emster Kanal                                                                 |                | |  |
| Netzowsee                 | Templin (OT Netzow)                             |                                                                                          | Netzowgraben                                                                 |                | |  |
| Neuendorfer See           | Am Mellensee (OT Sperenberg)                    | Mönnigsee                                                                                | Mellensee (über Grabensystem und kleinere Seen)                              | 60             | |  |
| Neuendorfer See           | Unterspreewald                                  | Spree                                                                                    | Spree                                                                        | 297            | |  |
| Neuer See                 | Falkensee                                       | isoliert                                                                                 | isoliert                                                                     | 11,9           | künstlich, siehe Artikel Falkenhagener See |  |
| Nicolassee                | Teupitz                                         | isoliert                                                                                 | isoliert                                                                     |                | |  |
| Nieder Neuendorfer See    | Berlin (OT Heiligensee), Hennigsdorf            | Havel                                                                                    | Havel                                                                        | 94,6           | auch Niederneuendorfer See; liegt nur zum Teil in Brandenburg |  |
| Nudower Teiche            | Nuthetal (OT Nudow)                             | isoliert                                                                                 | isoliert                                                                     |                | auch Nudower Fischteiche; künstlich, ehemalige Kiesgruben |  |
| Nymphensee                | Brieselang                                      | isoliert                                                                                 | isoliert                                                                     |                | |  |
| Nymphensee                | Rangsdorf                                       |                                                                                          |                                                                              | 2,18           | künstlich |  |
| Oberer Kastavensee        | Fürstenberg                                     |                                                                                          |                                                                              |                | |  |
| Obersee                   | Kyritz                                          |                                                                                          |                                                                              |                | Siehe Dossespeicher Kyritz. |  |
| Oberuckersee              | Oberuckersee                                    | Ucker                                                                                    | Ucker                                                                        | 685            | |  |
| Oderberger See            | Liepe (Barnim), Oderberg                        | Oder-Havel-Kanal                                                                         | Wriezener Alte Oder                                                          |                | |  |
| Oderiner See              | Halbe (OT Oderin)                               |                                                                                          |                                                                              |                | |  |
| Oegelnsee                 | Beeskow                                         | Spree                                                                                    | Spree                                                                        |                | |  |
| Oelsener See              | Landkreis Oder-Spree                            | Demnitz, Oelse                                                                           | Oelse                                                                        | 94             | gehört zum Naturpark Schlaubetal |  |
| Papillensee               | Buckow                                          |                                                                                          |                                                                              |                | |  |
| Paretzer Erdlöcher        | Ketzin (OT Paretz)                              |                                                                                          | Havel                                                                        |                | |  |
| Parsteiner See            | Chorin (OT Brodowin), Parsteinsee, Angermünde   | Vier Fließe, Seen der Umgebung                                                           | Nettelgraben                                                                 | 1.003          | auch Parsteinsee; Zungenbeckensee, größter See im Biosphärenreservat Schorfheide-Chorin |  |
| Partwitzer See            | Elsterheide, Senftenberg                        |                                                                                          |                                                                              | 1.102          | Tagebaurestsee im Lausitzer Seenland, liegt nur zum kleineren Teil in Brandenburg |  |
| Pätzer Hintersee          | Bestensee                                       |                                                                                          |                                                                              |                | |  |
| Pätzer Vordersee          | Bestensee                                       |                                                                                          |                                                                              | 170            | |  |
| Pechsee                   | Fichtenhöhe                                     |                                                                                          |                                                                              |                | |  |
| Pechteichsee              | Schorfheide (OT Eichhorst)                      |                                                                                          | Langer Trödel                                                                |                | |  |
| Peetzsee                  | Grünheide                                       | Neue Löcknitz                                                                            | Neue Löcknitz                                                                | 61             | |  |
| Petersdorfer See          | Madlitz-Wilmersdorf                             |                                                                                          | Briesener Mühlenfließ                                                        | 46,2           | |  |
| Petersdorfer See          | Bad Saarow                                      | Petersdorfer Seegraben                                                                   | Fließ zum Scharmützelsee                                                     | 23             | |  |
| Petzinsee                 | Schwielowsee                                    | Havel (Templiner See)                                                                    | Wentorfgraben (zur Havel)                                                    |                | |  |
| Piansee                   | Fürstenberg                                     |                                                                                          | Woblitz                                                                      | 3,5            | |  |
| Pichersee                 | Märkisch Buchholz                               | Quellen                                                                                  | Dahme über Köthener See und Dahme-Umflutkanal                                |                | in der Seenplatte „Heideseen“ |  |
| Platkowsee                | Lychen                                          | Woblitz                                                                                  | Woblitz                                                                      | 70             | |  |
| Plauer See                | Brandenburg an der Havel                        | Havel                                                                                    | Havel                                                                        | 640            | |  |
| Plötzensee                | Wandlitz                                        | isoliert                                                                                 | isoliert                                                                     |                | |  |
| Polsensee                 | Vietmannsdorf                                   | Hammerfließ                                                                              | Vietmannsdorfer Graben                                                       |                | |  |
| Poschfenn                 | Michendorf                                      | isoliert                                                                                 | isoliert                                                                     | 6              | eutropher Flachsee im Naturpark Nuthe-Nieplitz |  |
| Preddöhler Stausee        | Kümmernitztal (OT Preddöhl), Gerdshagen         | Kümmernitz                                                                               | Kümmernitz                                                                   | 51             | Stausee |  |
| Premsdorfer See           | Tauche (OT Görsdorf)                            | Blabbergraben                                                                            | Blabbergraben                                                                | 14,26          | |  |
| Prierowsee                | Mittenwalde, Zossen                             |                                                                                          | Nottefließ                                                                   |                | im NSG Prierowsee |  |
| Priestersee               | Grünheide                                       | isoliert                                                                                 | isoliert                                                                     |                | |  |
| Pritzerber See            | Havelsee                                        | Roter Graben                                                                             | Havel                                                                        | 190            | |  |
| Quenzsee                  | Brandenburg an der Havel                        | Silokanal                                                                                | Havel                                                                        | 68             | |  |
| Rahmer See                | Wandlitz                                        | Briese                                                                                   | Briese                                                                       | 79,55          | |  |
| Rambower See              | Karstädt (OT Boberow)                           |                                                                                          | Nausdorfer Kanal                                                             | 13,5           | |  |
| Rangsdorfer See           | Rangsdorf                                       |                                                                                          | Zülowkanal                                                                   | 272            | |  |
| Ranziger See              | Tauche (OT Ranzig)                              | isoliert                                                                                 | isoliert                                                                     | 36             | |  |
| Regenbogensee             | Wandlitz                                        | isoliert                                                                                 | isoliert                                                                     | 2,85           | |  |
| Regesesee                 | Biesenthal                                      | Hellmühler Fließ, Rüdnitzer Fließ                                                        | Finow                                                                        | 3,2            | |  |
| Retsee                    | Hönow                                           | Bach vom Schmalen See ausgehend                                                          | Wuhle                                                                        | 7,83           | unterirdisch mit Hönower Haussee verbunden |  |
| Rheinsberger See          | Rheinsberg                                      | Rhin                                                                                     | Rhin                                                                         | 268            | |  |
| Riebener See              | Beelitz                                         |                                                                                          | Pfefferfließ (über Vohskutengraben und Pfeffergraben)                        | 38             | |  |
| Rietzer See               | Kloster Lehnin                                  | Emster Kanal                                                                             | Emster Kanal                                                                 |                | |  |
| Riewendsee                | Brandenburg an der Havel                        | Klinkgraben                                                                              | Beetzsee                                                                     |                | weiter zur Havel |  |
| Röblinsee                 | Fürstenberg                                     | Havel (Steinhavel)                                                                       | Havel                                                                        |                | |  |
| Roofensee                 | Stechlin                                        | Polzowkanal                                                                              | Polzowkanal                                                                  | 56             | |  |
| Rosinsee                  | Angermünde                                      |                                                                                          |                                                                              |                | |  |
| Rosinsee                  | Liepe                                           | Rosinseefenn                                                                             | Brodowinsee                                                                  | 20             | |  |
| Röthsee                   | Angermünde                                      | isoliert                                                                                 | isoliert                                                                     |                | |  |
| Rückersdorfer See         | Rückersdorf                                     |                                                                                          |                                                                              | 16             | |  |
| Rudower See               | Lenzen                                          | Nausdorfer Kanal                                                                         | Löcknitz                                                                     | 167            | „Einbruchsee“ über einem Salzstock |  |
| Ruhlesee                  | Marienwerder (OT Ruhlsdorf)                     | isoliert                                                                                 | isoliert                                                                     |                | |  |
| Runder Köllnsee           | Joachimsthal                                    | isoliert                                                                                 | isoliert                                                                     |                | |  |
| Ruppiner See              | Neuruppin                                       | Rhin                                                                                     | Rhin                                                                         | 825            | Verbindung über Wustrauer Rhin (anderer Name Neuer Rhin) zum Fehrbelliner Kanal bei Wustrau |  |
| Sacrower See              | Potsdam (OT Sacrow)                             |                                                                                          | Schiffgraben                                                                 | 107            | Naturschutzgebiet |  |
| Sadenbecker Stausee       | Pritzwalk (OT Sadenbeck), Halenbeck-Rohlsdorf   | Dömnitz                                                                                  | Dömnitz                                                                      |                | künstlich (Stausee) |  |
| Salchowsee                | Sonnenberg (OT Baumgarten)                      |                                                                                          | kleines Fließ                                                                | 0,25           | entwässert über mehrere Seen in das Rhinsystem |  |
| Salzsee                   | Kyritz                                          |                                                                                          |                                                                              |                | Siehe Dossespeicher Kyritz. |  |
| Schaafsee                 | Seelow                                          |                                                                                          |                                                                              |                | |  |
| Schampsee                 | Kloster Lehnin                                  | Luchgraben                                                                               | Luchgraben                                                                   |                | |  |
| Schaplowsee               | Storkow                                         |                                                                                          | Großer Schauener See                                                         |                | Teil der Groß Schauener Seenkette |  |
| Scharmützelsee            | Bad Saarow                                      | Wierichgraben (im Norden), vom Großen Glubigsee (im Süden)                               | Storkower Kanal (Wendisch-Rietzer-Kanal)                                     | 1.203,2        | zweitgrößter natürlicher See Brandenburgs |  |
| Schermützelsee            | Buckow                                          | Sophienfließ                                                                             | Stobber über Werderfließ und Buckowsee                                       | 137            | |  |
| Schervenzsee              | Müllrose                                        | isoliert                                                                                 | isoliert                                                                     |                | |  |
| Schiaßer See              | Ludwigsfelde (OT Schiaß)                        | Nieplitz                                                                                 | Nieplitz                                                                     |                | |  |
| Schiebingsee              | Märkisch Buchholz                               | Quellen                                                                                  | Dahme über Köthener See und Dahme-Umflutkanal                                |                | in der Seenplatte „Heideseen“ |  |
| Schinkensee               | Müllrose                                        | Schlaube                                                                                 | Schlaube                                                                     |                | |  |
| Schlabendorfer See        | Luckau (OT Schlabendorf)                        | isoliert                                                                                 | isoliert                                                                     | 600            | Tagebaurestsee im Lausitzer Seenland |  |
| Schlabornsee              | Rheinsberg (OT Zechlinerhütte)                  |                                                                                          |                                                                              | 70             | |  |
| Schlänitzsee              | Potsdam                                         | Wublitz, Sacrow-Paretzer Kanal                                                           | Wublitz, Sacrow-Paretzer Kanal                                               | 135            | die Wublitz ist de natürliche Abfluss zur Havel, der etwa im rechten Winkel verlaufende Sacrow-Paretzer Kanal ein künstlicher.                                                                                         |  |
| Schloßsee                 | Prötzel                                         |                                                                                          |                                                                              |                | |  |
| Schmaler See              | Hönow                                           |                                                                                          | Retsee durch einen Kanal, Binsenpfuhl und Heidesee                           |                | |  |
| Schmielensee              | Falkenhagen                                     |                                                                                          |                                                                              |                | |  |
| Schmöldesee               | Heidesee (OT Prieros)                           | Hölzerner See                                                                            | Huschtesee                                                                   |                | |  |
| Schönefelder Seen         | Schönefeld                                      | isoliert                                                                                 | isoliert                                                                     |                | |  |
| Schönerlinder Teiche      | Mühlenbecker Land (OT Schönerlinde)             |                                                                                          | Tegeler Fließ                                                                |                | |  |
| Schönfelder See           | Lübbenau/Spreewald (OT Schönfeld)               | Südumfluter der Spree, Kleptna                                                           | Dobra                                                                        | 140            | Tagebaurestsee im Lausitzer Seenland |  |
| Schulzensee               | Bredereiche                                     | isoliert                                                                                 | isoliert                                                                     |                | |  |
| Schulzensee               | Gramzow                                         |                                                                                          |                                                                              |                | |  |
| Schulzensee               | Groß Köris                                      | Köriser Graben                                                                           | Großer Moddersee                                                             |                | |  |
| Schulzensee               | Lychen                                          |                                                                                          |                                                                              |                | |  |
| Schulzensee               | Am Mellensee (OT Sperenberg)                    |                                                                                          |                                                                              | 3              | |  |
| Schumellensee             | Boitzenburger Land                              | Strom                                                                                    | Strom                                                                        |                | |  |
| Schumkasee                | Am Mellensee (OT Sperenberg)                    | isoliert                                                                                 | isoliert                                                                     |                | |  |
| Schwanensee               | Märkisch Buchholz                               | Quellen                                                                                  | Dahme über Köthener See und Dahme-Umflutkanal                                |                | in der Seenplatte „Heideseen“ |  |
| Schwarzer See             | Biesenthal                                      | Quellmoor                                                                                | Graben zur Finow                                                             | 0,68           | |  |
| Schwarzer See             | Buckow                                          |                                                                                          | Stobber                                                                      |                | |  |
| Schwarzer See             | Falkenhagen                                     |                                                                                          |                                                                              |                | |  |
| Schwarzer See             | Rheinsberg (OT Flecken Zechlin)                 |                                                                                          | Kanal zum Zootzensee                                                         | 30             | auch Kleiner Zechliner See |  |
| Schwärzesee               | Melchow                                         |                                                                                          | Schwärze                                                                     | 19,8           | |  |
| Schwedtsee                | Fürstenberg                                     | Havel (Baalensee)                                                                        | Havel (Siggelhavel)                                                          | 75             | |  |
| Schwenowsee               | Limsdorf                                        | Schwenowseegraben von Norden, unbenannter Wassergraben von Südwesten                     | Schwenowseegraben zum Drobschsee                                             | 24,73          | Teil des Naturschutzgebiets Schwenower Forst |  |
| Schweriner See            | Schwerin (Amt Teupitz)                          | Teupitzer See                                                                            | Mochgraben                                                                   | 237            | |  |
| Schweriner See            | Storkow (OT Schwerin)                           |                                                                                          |                                                                              |                | Teil der Groß Schauener Seenkette |  |
| Schwielochsee             | Schwielochsee                                   | Spree, Dobberbuser Mühlenfließ, Möllener Mühlenfließ, Friedländer Hauptgraben            | Spree                                                                        | 1.330          | größter natürlicher See im Land Brandenburg |  |
| Schwielowsee              | Schwielowsee                                    | Havel                                                                                    | Havel                                                                        | 786            | |  |
| Sedlitzer See             | Senftenberg (OT Sedlitz)                        | Schwarze Elster                                                                          | Schwarze Elster                                                              | 1.330          | Tagebaurestsee im Lausitzer Seenland; über Ilsekanal mit Großräschener See verbunden, über Sornoer Kanal mit Geierswalder See und über Rosendorfer Kanal mit Partwitzer See                                            |  |
| Seechen                   | Königs Wusterhausen (OT Körbiskrug)             | isoliert                                                                                 | isoliert                                                                     |                | |  |
| Seechen                   | Wandlitz                                        | isoliert                                                                                 | isoliert                                                                     | 7              | |  |
| Senftenberger See         | Senftenberg                                     | Schwarze Elster                                                                          | Schwarze Elster                                                              | 1.300          | Tagebaurestsee im Lausitzer Seenland |  |
| Serwester See             | Chorin (OT Serwest)                             |                                                                                          |                                                                              |                | |  |
| Sidowsee                  | Fürstenberg (OT Himmelpfort)                    | Moderfitzseegraben                                                                       | Moderfitzseegraben zum Moderfitzsee                                          | 35             | |  |
| Siethener See             | Siethen                                         |                                                                                          | Gröbener See                                                                 | 80             | |  |
| Springsee                 | Limsdorf                                        | Glubig-Melang-Fließ vom Melangsee                                                        | Glubig-Melang-Fließ zum Großen Glubigsee                                     | 57             | |  |
| Stadtsee                  | Lychen                                          | Woblitz                                                                                  | Woblitz                                                                      | 19,7           | |  |
| Stahnsdorfer See          | Storkow (OT Alt Stahnsdorf)                     | Rieploser Fließ; Koblenzgraben, Dolenzgraben, Markgrafpiesker Hauptgraben                | Stahnsdorfer Fließ                                                           | 53             | |  |
| Stanitzsee                | Prötzel                                         |                                                                                          | Sophienfließ                                                                 |                | |  |
| Steckelsdorfer See        | Rathenow (OT Steckelsdorf)                      | isoliert                                                                                 | isoliert                                                                     |                | |  |
| Stienitzsee               | Rüdersdorf (OT Hennickendorf)                   | Annafließ und Stranggraben                                                               | Rüdersdorfer Mühlenfließ                                                     | 220            | Seespiegel 1858 um 2,5 m abgesenkt. Es gibt auch den Kleinen Stienitzsee. |  |
| Stolper See               | Kyritz                                          |                                                                                          |                                                                              |                | Siehe Dossespeicher Kyritz. |  |
| Stolpsee                  | Fürstenberg                                     | Havel (Siggelhavel)                                                                      | Havel                                                                        | 421            | |  |
| Stolzenhagener See        | Wandlitz                                        | isoliert                                                                                 | isoliert                                                                     |                | |  |
| Störitzsee                | Grünheide                                       | isoliert                                                                                 | isoliert                                                                     |                | |  |
| Strandbadsee              | Schönwalde-Glien (OT Schönwalde-Siedlung)       | isoliert                                                                                 | isoliert                                                                     | 1              | natürlicher See, künstlich vergrößert |  |
| Straussee                 | Strausberg                                      |                                                                                          |                                                                              | 136,4          | |  |
| Streesee                  | Biesenthal                                      |                                                                                          | Pfauenfließ, zur Finow                                                       | 12             | |  |
| Streganzer See            | Heidesee (OT Prieros)                           | Dahme                                                                                    | Dahme                                                                        |                | |  |
| Strehlesee                | Wandlitz (OT Prenden)                           |                                                                                          |                                                                              | 13             | |  |
| Summter See               | Mühlenbecker Land (OT Summt)                    |                                                                                          |                                                                              |                | |  |
| Talsperre Spremberg       | Spremberg                                       | Spree                                                                                    | Spree                                                                        | 933            | Stausee |  |
| Teegensee                 | Berkenbrück                                     | isoliert                                                                                 | isoliert                                                                     |                | |  |
| Templiner See             | Potsdam, Schwielowsee                           | Havel                                                                                    | Havel                                                                        | 511            | |  |
| Templiner Stadtsee        | Templin                                         | Bruchsee                                                                                 | Templiner Kanal                                                              | 87             | |  |
| Teschendorfer See         | Löwenberger Land                                |                                                                                          |                                                                              |                | Siehe Dreetzsee. |  |
| Tetzensee                 | Neuruppin                                       | Rhin                                                                                     | Rhin                                                                         | 50             | |  |
| Teufelssee                | Bad Freienwalde                                 | Hammerfließ                                                                              | namenloser Abfluss                                                           | 0,12           | |  |
| Teufelssee                | Am Mellensee (OT Sperenberg)                    | isoliert                                                                                 | isoliert                                                                     |                | |  |
| Teufelssee                | Neuruppin (OT Zermützel)                        | isoliert                                                                                 | isoliert                                                                     |                | etwa zwischen Tornowsee und Zermützelsee gelegen |  |
| Teufelssee                | Nuthetal (OT Bergholz-Rehbrücke)                | isoliert                                                                                 | isoliert                                                                     |                | mitten im Wald zwischen Bergholz und Wilhelmshorst |  |
| Teufelssee                | Schlaubetal (OT Bremsdorf)                      | isoliert                                                                                 | isoliert                                                                     |                | |  |
| Teufelssee                | Seddiner See (OT Neuseddin)                     | isoliert                                                                                 | isoliert                                                                     | 4,82           | mitten im Wald zwischen Seddin und Beelitz-Heilstätten |  |
| Teupitzer See             | Teupitz                                         |                                                                                          | Schweriner See                                                               |                | |  |
| Tholmannsee               | Neuruppin                                       | Rhin                                                                                     | Rhin                                                                         |                | |  |
| Thymensee                 | Fürstenberg                                     | Thymenfließ                                                                              | Hegenstein (Thymenbach)                                                      | 111            | |  |
| Tiefer See                | Heidesee (OT Prieros)                           | isoliert                                                                                 | isoliert                                                                     |                | |  |
| Tiefer See                | Potsdam                                         | Havel                                                                                    | Havel                                                                        | 58             | |  |
| Tiefer See                | Tauche (OT Ranzig)                              |                                                                                          | Spree                                                                        |                | |  |
| Tietzowsee                | Rheinsberg                                      |                                                                                          | Jagowkanal                                                                   | 44             | |  |
| Todnitzsee                | Bestensee                                       |                                                                                          |                                                                              | 40             | |  |
| Tonsee                    | Bestensee (OT Pätz)                             |                                                                                          | Gräbendorfer Landgraben                                                      | 25             | künstlich |  |
| Tonsee                    | Groß Köris                                      | isoliert                                                                                 | isoliert                                                                     | 9              | künstlich |  |
| Tonsee                    | Mittenwalde (OT Motzen)                         | isoliert                                                                                 | isoliert                                                                     |                | |  |
| Töpchiner See             | Mittenwalde (OT Töpchin)                        |                                                                                          |                                                                              |                | 2 Seen mit Graben verbunden |  |
| Tornower See              | Teupitz                                         | Briesengraben, Bullgraben, Klingespring                                                  | Hohemühlenfließ                                                              | 35,89          | |  |
| Tornowsee                 | Neuruppin                                       | Binenbach, Kunster                                                                       | Rottstielfließ                                                               | 124            | |  |
| Tortsee                   | Rheinsberg (OT Großzerlang)                     | isoliert                                                                                 | isoliert                                                                     | 10             | frühere Verbindung zum Kleinen Pälitzsee weitgehend verlandet |  |
| Trämmersee                | Schorfheide (OT Schluft)                        | Trämmerfließ                                                                             | Trämmerfließ                                                                 | 19             | |  |
| Trebelsee                 | Ketzin                                          | Havel                                                                                    | Havel                                                                        |                | |  |
| Trebuser See              | Fürstenwalde                                    |                                                                                          | Trebuser Graben                                                              | 36,46          | |  |
| Treppelsee                | Eisenhüttenstadt                                | isoliert                                                                                 | isoliert                                                                     | 9              | |  |
| Treptowsee                | Schorfheide (OT Groß Schönebeck)                |                                                                                          | Aalkastenfließ                                                               | 60             | |  |
| Triebschsee               | Spreenhagen (OT Hartmannsdorf)                  |                                                                                          | Müggelspree                                                                  | 2              | |  |
| Triftsee                  | Märkisch Buchholz                               | Quellen                                                                                  | Dahme über Köthener See und Dahme-Umflutkanal                                |                | in der Seenplatte „Heideseen“ |  |
| Trintsee                  | Ferchesar                                       |                                                                                          |                                                                              | 11             | |  |
| Trüber See                | Heidesee                                        |                                                                                          |                                                                              |                | Siehe Heideseer Dolgensee. |  |
| Tütschensee               | Teupitz                                         | Fuchsgraben                                                                              |                                                                              |                | |  |
| Üdersee                   | Schorfheide (OT Werbellin)                      |                                                                                          |                                                                              | 73,5           | |  |
| Ulzenteich                | Golßen                                          | isoliert                                                                                 | isoliert                                                                     |                | |  |
| Untersee                  | Kyritz, Wusterhausen                            |                                                                                          |                                                                              |                | Siehe Bantikower See. |  |
| Unteruckersee             | Prenzlau                                        | Ucker                                                                                    | Ucker                                                                        | 1.000          | |  |
| Vielitzsee                | Vielitzsee                                      | Adderlaake                                                                               | Vielitzkanal                                                                 | 120            | zum Gudelacksee |  |
| Vordersee                 | Buckow                                          |                                                                                          | Löcknitz                                                                     |                | auch Vorderoder Haussee genannt |  |
| Vordersee                 | Dobbrikow                                       | Hintersee                                                                                | Bauernsee                                                                    | 12,3           | |  |
| Wandlitzer See            | Wandlitz                                        |                                                                                          | Briese                                                                       | 215            | |  |
| Weidensee                 | Schöneiche bei Berlin                           | Senitz über den Jägergraben                                                              |                                                                              | 1              | ehemaliger Abfluss nach Grundwasserabsenkung nicht mehr vorhanden |  |
| Weinbergsee               | Seelow                                          | isoliert                                                                                 | isoliert                                                                     |                | |  |
| Weißer See                | Buckow                                          | grundwassergespeist                                                                      | Graben zum Schermützelsee                                                    | 6              | |  |
| Weißer See                | Chorin                                          | Prottenlanke                                                                             | Nettelgraben                                                                 |                | |  |
| Weißer See                | Havelsee                                        | Grundwässer und Niederschläge                                                            | Roter Graben                                                                 | 5              | |  |
| Weißer See                | Löwenberger Land                                | isoliert                                                                                 | isoliert                                                                     |                | |  |
| Weißer See                | Potsdam                                         | Sacrow-Paretzer Kanal                                                                    | Sacrow-Paretzer Kanal                                                        | 26             | |  |
| Weißes Fenn               | Havelsee                                        | Grundwässer und Niederschläge                                                            | Roter Graben                                                                 |                | |  |
| Wendsee                   | Brandenburg an der Havel                        | Großer Wusterwitzer See (über Fahrt)                                                     | Havel (Plauer See), Elbe-Havel-Kanal                                         | 80             | Auch Großer Wendesee, südlich schließt der Kleine Wendsee an, der über die Fahrt den Großen Wusterwitzer See verbindet; der Elbe-Havel-Kanal beginnt am Hauptsee.                                                      |  |
| Werbellinsee              | Joachimsthal, Schorfheide                       | Neuer Graben                                                                             | Werbellinkanal zum Oder-Havel-Kanal                                          | 765            | dritttiefster See Brandenburgs |  |
| Werbellinsee              | Neuruppin (OT Wulkow)                           | Bach vom Tholmannsee                                                                     | Königsgraben (zum Rhin)                                                      | 40             | |  |
| Wergensee                 | Rietz-Neuendorf (OT Neubrück)                   | Spree                                                                                    | Speisekanal                                                                  | 13             | |  |
| Werlsee                   | Grünheide                                       | Neue Löcknitz                                                                            | Neue Löcknitz                                                                | 60             | |  |
| Wernsdorfer See           | Königs Wusterhausen                             |                                                                                          | Dahme, Oder-Spree-Kanal                                                      |                | |  |
| Wesensee                  | Brodowin                                        | isoliert                                                                                 | isoliert                                                                     | 59,6           | |  |
| Wirchensee                | Neuzelle (OT Treppeln)                          | Schlaube                                                                                 | Schlaube                                                                     | 35,2           | |  |
| Wittwesee                 | Rheinsberg (OT Feldgrieben)                     |                                                                                          | Bach zum Kölpinsee                                                           | 155            | |  |
| Witzker See               | Seeblick (OT Witzke)                            | Großer Havelländischer Hauptkanal                                                        | Großer Havelländischer Hauptkanal                                            | 61,2           | |  |
| Wokuhlsee                 | Templin (OT Storkow)                            | Vietmannsdorfer Graben                                                                   | Vietmannsdorfer Graben                                                       |                | |  |
| Wolletzsee                | Angermünde                                      | Welse                                                                                    | Welse                                                                        | 330            | |  |
| Wolzensee                 | Rathenow                                        | isoliert                                                                                 | isoliert                                                                     |                | |  |
| Wolziger See              | Heidesee                                        | Storkower Kanal, Mühlenfließ                                                             | Kanal zum Langen See                                                         | 579            | |  |
| Wolziger See              | Zossen                                          |                                                                                          | Dahme über Großer Wünsdorfer See, Wünsdorfer Kanal, Mellensee und Nottekanal | 44,4           | |  |
| Wuckersee                 | Templin (OT Groß Dölln)                         |                                                                                          |                                                                              | 21,7           | |  |
| Wulwitzsee                | Amt Zechlin                                     |                                                                                          |                                                                              |                | |  |
| Wupatzsee                 | Erkner                                          | isoliert                                                                                 | isoliert                                                                     |                | |  |
| Wurlsee                   | Lychen                                          | Woblitz                                                                                  | Woblitz                                                                      | 95             | |  |
| Wusterwitzer See          | Brandenburg an der Havel, Wusterwitz            |                                                                                          |                                                                              |                | Siehe Großer Wusterwitzer See. |  |
| Wutzsee                   | Liebenwalde (OT Hammer)                         | Kuhpanzsee                                                                               | Mühlensee                                                                    | 56             | |  |
| Wutzsee                   | Lindow                                          | Niederfließ                                                                              | Lindower Stadtfließ                                                          | 90             | |  |
| Zaarsee                   | Milmersdorf                                     |                                                                                          | Fährsee                                                                      |                | |  |
| Zahrensee                 | Fürstenberg (OT Barsdorf)                       |                                                                                          | Graben zur Havel                                                             |                | |  |
| Zeesener See              | Königs Wusterhausen (OT Zeesen)                 | Todnitzsee                                                                               |                                                                              |                | |  |
| Zemminsee                 | Groß Köris, Teupitz                             | Mochgraben                                                                               | Köriser Graben                                                               | 43,48          | |  |
| Zenssee                   | Lychen                                          | Woblitz                                                                                  | Woblitz                                                                      | 111,67         | |  |
| Zermützelsee              | Neuruppin (OT Zermützel)                        | Rhin, Rottstielfließ                                                                     | Rhin                                                                         | 120            | |  |
| Zernsdorfer Lankensee     | Königs Wusterhausen                             |                                                                                          | Dahme                                                                        |                | |  |
| Zeuster See               | Beeskow                                         |                                                                                          |                                                                              |                | |  |
| Zeuthener See             | Berlin (OT Schmöckwitz), Zeuthen, Eichwalde     | Dahme                                                                                    | Dahme                                                                        | 232,5          | liegt nur zum Teil in Brandenburg |  |
| Ziestsee                  | Heidesee (OT Bindow)                            |                                                                                          | Dahme                                                                        | 50             | |  |
| Ziestsee                  | Heidesee (OT Prieros)                           | isoliert                                                                                 | isoliert                                                                     |                | |  |
| Ziskensee                 | Schlaubetal                                     | Schlaube                                                                                 | Schlaube                                                                     | 3              | |  |
| Zootzensee                | Rheinsberg                                      |                                                                                          | Repenter Kanal                                                               | 167            | |  |